# Léfini (rivière)
La Léfini est un cours d'eau de république du Congo, affluent du Congo. Elle donne son nom à la réserve de la Léfini.

## Géographie
Le bassin de la Léfini se situe à environ 200 km au nord de Brazzaville, sur les plateaux Batéké.

## Infrastructures
Le barrage d'Imboulou a été construit entre 2005 et 2011 sur le cours inférieur de la rivière, à 14 km de la confluence. Sa production annuelle est estimée à 876 GWh.

## Écologie
D'après une étude sur deux ans publiée en 2019, 84 espèces de poissons ont été répertoriées dans la rivière, dans cinq habitats différents. Le tronçon de 103 km examiné dans l'étude est « en bonne santé écologique ». Les familles de poissons les plus représentées sont les Mormyridae, les Alestidae et les Distichodontidae.